# Willy Carbo
Willy Carbo, né le 14 août 1959 à Utrecht, est un footballeur néerlandais, qui évoluait comme attaquant de pointe. Il a effectué toute sa carrière dans son pays natal, à l'exception de quelques mois passés en Belgique, au FC Bruges. Il a mis un terme à sa carrière en 1990.

## Carrière
Willy Carbo commence sa carrière au club de sa ville natale, le FC Utrecht. D'abord recruté pour le noyau « Espoirs », il impressionne l'entraîneur de l'équipe principale qui l'inclut au noyau professionnel. Il fait ses débuts lors d'un match contre les Go Ahead Eagles, au cours duquel il inscrit son premier but. Sa très bonne fin de saison lui ouvre les portes de l'équipe nationale espoirs.
Après quatre saisons, Carbo décide de partir à l'étranger et signe au FC Bruges, un club belge, au début de l'année 1983. Ce transfert s'avère être un échec sur toute la ligne. Il joue peu, et quand il joue, il ne parvient pas à reproduire le niveau qu'il avait à Utrecht. Les supporters et les médias se souviennent malgré tout encore de lui des années plus tard. Il a été élu « pire transfert de l'Histoire du FC Bruges » par le quotidien flamand Het Laatste Nieuws, et son nom est associé à un mauvais transfert dans le folklore des supporters brugeois.
En janvier 1984, il retourne aux Pays-Bas, à Feyenoord, où il côtoie entre autres Ruud Gullit et Johan Cruyff, qui joue sa dernière saison. Il ne reste que 6 mois dans le club de Rotterdam, sans jouer beaucoup plus qu'à Bruges, mais accroche tout de même le titre de champion des Pays-Bas.
À la fin de la saison, il est transféré au FC Twente, club pour le compte duquel il joue trois saisons, marquées par de nombreuses blessures. Il inscrit néanmoins un but remarquable au gardien vétéran des Go Ahead Eagles, Jan Jongbloed : il se jette vers le sol pour effectuer une tête plongeante, mais au lieu de jouer le ballon avec la tête il le dévie avec son talon. Également, lors d'un match contre le FC Utrecht, il croit entendre l'arbitre siffler et prend le ballon en mains dans son rectangle, ce qui provoque un pénalty pour l'équipe adverse, et l'hilarité du public.
En 1987, Willy Carbo est transféré au RKC Waalwijk, mais il se fracture la mâchoire dans un contact, ce qui l'éloigne à nouveau des terrains. Il quitte le club après quelques mois et signe au NEC Nimègue, où il joue une saison. Après deux dernières saisons à Cambuur Leeuwarden, il met un terme à sa carrière professionnelle en 1990. Il devient ensuite entraîneur des jeunes du club, mais il démissionne rapidement, lassé des conflits avec les parents des joueurs.

## Palmarès
- Une fois champion des Pays-Bas en 1984 avec le Feyenoord Rotterdam.
- Une fois finaliste de la Coupe de Belgique en 1983 avec le FC Bruges.